# 本頓 (愛荷華州)
本頓（英語：Bennett）是一個位於美國愛荷華州靈戈爾德縣的城市。

## 地理
本頓的座標為40°42′21″N 94°21′28″W / 40.70583°N 94.35778°W，而該地的平均海拔高度為330米（即1083英尺）。

## 人口
根據2010年美國人口普查的數據，本頓的面積為1.66平方千米，當中陸地面積為1.66平方千米，而水域面積為0.00平方千米。當地共有人口41人，而人口密度為每平方千米24人。